# ヤンネ・アホネン
ヤンネ・アホネン（Janne Petteri Ahonen、1977年5月11日 - ）は、フィンランドのスキージャンプ選手。フライングイーグルのニックネームを持つ。

## 経歴
早くからその才能を見込まれ、1994年リレハンメルオリンピック代表に16歳の若さで選ばれる。また、1993年と1994年のジュニア世界選手権で個人・団体2年連続2冠を成し遂げた。
ワールドカップでは史上第6位の通算36勝(2位44回、3位28回）、男子では表彰台合計108回は2023/24シーズンにシュテファン・クラフトや更新されるまで史上最多だった。2003/04シーズンと2004/05シーズンの2年連続総合優勝。ほかに総合2位が2回総合3位が4回ある。
2004/2005シーズンは史上最多（当時）のシーズン12勝と最多タイの6連勝を記録。
2005年にはプラニツァのフライングで240mの史上最長飛距離を記録（転倒したため非公認）。
世界選手権では1997年のノーマルヒルと2005年のラージヒルでともに優勝。通算で10個のメダルを獲得した。
伝統あるスキージャンプ週間では史上最多、5度の総合優勝を成し遂げている（1998/1999、2002/2003、2004/2005、2005/2006、2007/2008）。
オリンピックではその実力を発揮できず、1998年長野オリンピックではノーマルヒル4位、ラージヒル37位、団体5位、2002年ソルトレークシティオリンピックではノーマルヒル4位、ラージヒル9位、団体銀メダル、2006年トリノオリンピックではノーマルヒル6位、ラージヒル9位、団体銀メダルに終わり、オリンピックの個人種目のメダルはない。
2008年3月26日に一旦現役引退を表明した。4月にはFISからも引退が発表された。
同年7月9日には地元ラハティのノーマルヒルで引退試合が行われ、各国からともに競ったライバルたちが集い、偉大な選手の現役引退に花を添えた。3ヶ月間ジャンプのトレーニングをしていなかったが、2本とも最長不倒を記録して優勝した。
2009年3月9日にバンクーバーオリンピックに向けて現役復帰を表明、年末のジャンプ週間では2位が2回、3位が1回と3度表彰台に登り、復活を印象付けるなか、悲願の金メダルを狙った2010年バンクーバーオリンピックはノーマルヒルでは五輪3度目の4位、ラージヒルは1回目16位のあと2回目を膝のけが悪化のため棄権し31位、団体戦は欠場と不本意な成績に終わった。
その後もフィンランド代表として活動を続けたが、2010/2011シーズンをもって再び現役を引退した。
2013年1月10日、ソチオリンピックで悲願の個人メダルを獲得することを目指し、再び現役復帰を表明した。その後、ソチ五輪や2018年の平昌五輪にも出場。フィンランドでは夏冬通じて最多の7回目の五輪出場となった。

## 人物
- 試合後の勝利者インタビューなどで表情をあまり変えずに応対することから、マスコミからは「鉄仮面の男」とも呼ばれる。しかし、それはジャンプへの人一倍真摯な姿勢の裏返しでもあるともいえる。その反面最愛の息子の話になると饒舌になり、笑顔を見せる。
- オフシーズンはプロのドラッグカーレーサーとしても活動し、2004年にはフィンランド選手権と北欧選手権で優勝している。